# Ideoblothrus palauensis
Ideoblothrus palauensis es una especie de arácnido del orden Pseudoscorpionida de la familia Syarinidae.

## Distribución geográfica
Se encuentra en las Islas Carolinas.